# Pribilofeilanden
De Pribilofeilanden of Pribiloveilanden (vaak genoemd de Fur Seal Islands, Russisch, Kotovi) zijn een archipel bestaande uit vier vulkanische eilanden. De eilandengroep maakt deel uit van de Amerikaanse staat Alaska en is gelegen in de Beringzee, op ongeveer 320 kilometer ten noorden van Unalaska en 320 kilometer zuidelijk van Kaap Newenham op het Noord-Amerikaanse vasteland. De Siberische kust is ongeveer 800 kilometer verwijderd. De eilandengroep heeft een oppervlakte van ongeveer 200 km², en bestaat voor het grootste deel uit rotsen, bezaaid met grasland en toendra. De eilanden worden bewoond door 572 inwoners (de volkstelling van 2010), die voornamelijk wonen in stadjes als St. Paul en St. George.
De voornaamste eilanden zijn Saint Paul (genoemd naar St. Petrus'- en St. Paulus'-dag, de dag waarop de eilanden werden ontdekt) en St. George-eiland (vermoedelijk genoemd naar het schip van de ontdekker Gavriil Pribilof). De onbewoonde rotseilanden Ottereiland en Walruseiland liggen dicht bij St. Paul.

## Geschiedenis
De eilanden werden voor het eerst ontdekt in 1767 en in 1788 bezocht door Gavriil Pribilof, die de broedplaatsen van de grote zeerobben en zeehonden (Callorhinus ursinus) ontdekte. In 1867 werden de eilanden samen met Alaska verkocht aan de Verenigde Staten.
Vanaf 1870 tot 1890 verhuurde het United States Government de eilanden aan de Alaska Commercial Company.
Vanaf 1890 tot 1910 had de North American Commercial Company het monopolie op de zeehondenjacht op de eilanden. Onder de Zeehond-Bont-Wet van 1966, is jagen op deze zeerobben en zeehonden verboden op de Pribilofeilanden, met uitzondering van minimale jacht door de Indianen, Aleoet en Inuit die op de eilanden leven. Hun jacht op deze zeedieren is voor algemeen huiselijk gebruik om van te leven en niet alleen voor het bont.

## Bevolking, economie
Vandaag de dag heeft de stad Saint Paul, gelegen op het St. Pauleiland, een bevolking van 532 inwoners (volgens de volkstelling van 2000). De economie is op grote schaal afhankelijk van de jaarlijkse opilio ("sneeuwkrab")-visserij, en alsook een minimale en commerciële pacifische heilbot-vangst.
De Amerikaanse Marine onderhoudt diensten naar de verscheidene handelsvloten, die er rondtoeren in de wateren van de Beringzee, die ook bijdragen tot de economie. De balans van de economische activiteiten op het eiland is in handen van de staatsoverheid. De United States Coast Guard handhaaft een gevestigde basis en een Loran-C Master Station op St. Paul.
De National Weather Service (Nationale Weerdienst) is aldaar gevestigd met een weerstation op het eiland, evenals de National Oceanic and Atmospheric Administration.
St. George op het gelijknamige eiland heeft een kleinere bevolking van 152 inwoners. De economie is gelijksoortig als die van St. Paul. Veel van de bewoners van beide eilanden zijn aanverwant. De bevolking bestaat voor het grootste deel uit Aleoeten.

## Flora en fauna
De Pribilofeilanden staan bekend als een paradijs voor vogelliefhebbers, een thuishaven van vele vogelsoorten die verder niet voorkomen in Noord-Amerika. Zij genieten vanop de hoge kliprotswanden, bekend als de Ridge Wall, uitstekend boven de Beringzee, van al deze natuurpracht.
Op de eilanden worden meer dan 240 verschillende vogelsoorten waargenomen, en naar schatting zo'n 2 miljoen zeevogels vertoeven er jaarlijks.